# Comunicació no verbal
La comunicació no verbal és l'intercanvi d'informació a través de l'entorn físic, l'aparença física i la conducta no verbal. Constantment a la vida diària les persones envien senyals no verbals i interpreten les dels altres, sovint sense una reflexió molt acurada ni amb voluntat conscient de comunicar, de manera que moltes vegades estem comunicant sense saber-ho.
Fa més d'un milió d'anys que els humans van començar a comunicar-se amb el cos. El llenguatge no verbal és el més bàsic i primitiu, clarament anterior al verbal i apareix a totes les cultures. També en els nens és anterior a la parla. Fins i tot a la nostra societat, entre el 50% i el 70% dels missatges que els adults intercanvien quotidianament són no verbals i només alguns es poden controlar voluntàriament. Inclou la distància personal, l'actitud, els gestos i les expressions facials, inclosa la mirada.
Ja Hipòcrates afirmava que qualsevol cosa que esdevingués a la ment influiria en el que esdevingués al cos. Tanmateix, la considerada primera obra d'estudi de la comunicació no verbal no es va publicar fins a l'any 1872, és L'expressió i les emocions en l'home i els animals, de Charles Darwin. Des d'aleshores molts autors han continuat investigant sobre el tema: Freud, Carl Gustav Jung, etc. i la filosofia holística manté que el que passa a la ment també passa al cos i viceversa. L'estat mental i emocional repercuteix a l'actitud corporal, postura, gestos, moviments, mirada i altres signes que constitueixen la comunicació no verbal.
En els essers humans, la CNV es freqüentment paralingüística, és a dir, acompanya a la informació verbal matisant-la, ampliant-la o enviant senyals contradictòries. Es per això que la CNV és important en la mesura que:
Quan parlem (o escoltem), la nostra atenció se centra en les paraules més que en el llenguatge corporal. A pesar de que el nostre juí inclou ambdues coses. Una audiència està processant simultàniament el aspecte verbal i el no verbal. Els moviments del cos no son generalment positiu o negatiu en si mateix, més bé, la situació i el missatge determinaran la seua avaluació.

## Comunicació no verbal i llenguatge corporal

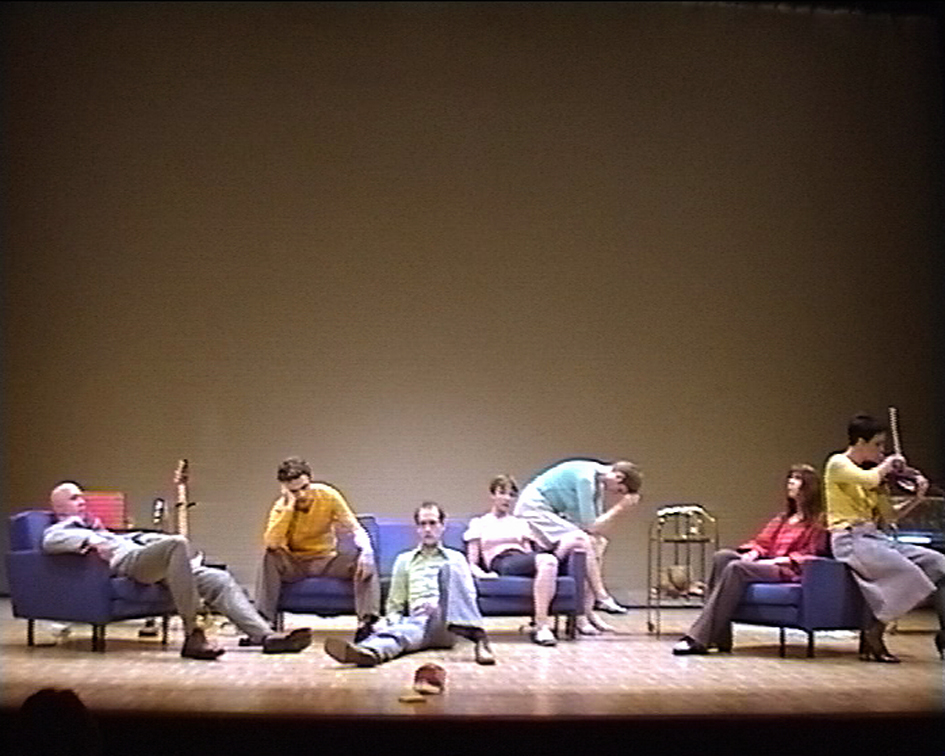
En aquesta escena, els instruments musicals donen informació sobre les persones que s'hi troben, serien un exemple de comunicació no verbal que no és llenguatge corporal

De vegades s'usa de manera planera l'expressió "llenguatge corporal" com a sinònim de comunicació no verbal. Tanmateix, en l'àmbit científic, més rigorós, signifiquen coses diferents, ja que la comunicació no verbal inclou la comunicació corporal i a més altres aspectes, com per exemple l'entorn físic immediat (les dimensions del recinte, la decoració, etc.), l'aparença física (roba, pentinat, accessoris, etc.), fotografies, cartells i altres elements que poden indicar interessos propis, per exemple, o maneres de ser (ordenat, pràctic, minimalista, auster, etc.).
A les arts escèniques, el llenguatge corporal és l'activitat dels intèrprets (inclosa la veu), el llenguatge verbal correspon al text teatral i la comunicació no verbal és la posada en escena, el conjunt de l'escenografia (incloent-hi el disseny de l'escenari, decorat, vestuari, llum, so, projeccions audiovisuals, etc.) i interpretació, és a dir, tot excepte el text. No tots els espectacles dramàtics tenen text i també n'hi ha d'experimentals als quals, per exemple, el text són paraules inventades sense sentit o al qual els actors van dient noms de vegetal i tanmateix els diàlegs "s'entenen" perfectament.

## Tipus de comunicació no verbal
Atesa la importància de la comunicació no verbal, resulta cabal per a moltes persones aprendre a interpretar i a comunicar amb el cos el que es vol expressar, tot educant la sensibilitat. Alguns tipus de comunicació no verbal són el parallenguatge o veu, la cinèsica o llenguatge corporal, la proxèmia o distància física amb l'interlocutor i l'aparença física.
Aquesta habilitat té a veure amb les nostres emocions, per tant, pot ser innata, com el somriure, o adquirida, com la salutació, que varia segons les cultures. La comunicació no verbal és una realitat complexa, que inclou diferents àmbits, un definit pels gestos, com ara la mirada, i un altre definit pel llenguatge, com per exemple el volum de la veu. També inclou la influència de l'espai en la relació de les persones. S'ocupa, per una banda, de l'espai personal, fent referència al fet que la distància entre les persones pot variar depenent de les relacions, per exemple de poder, i per una altra s'ocupa de la conducta territorial humana.

### El parallenguatge

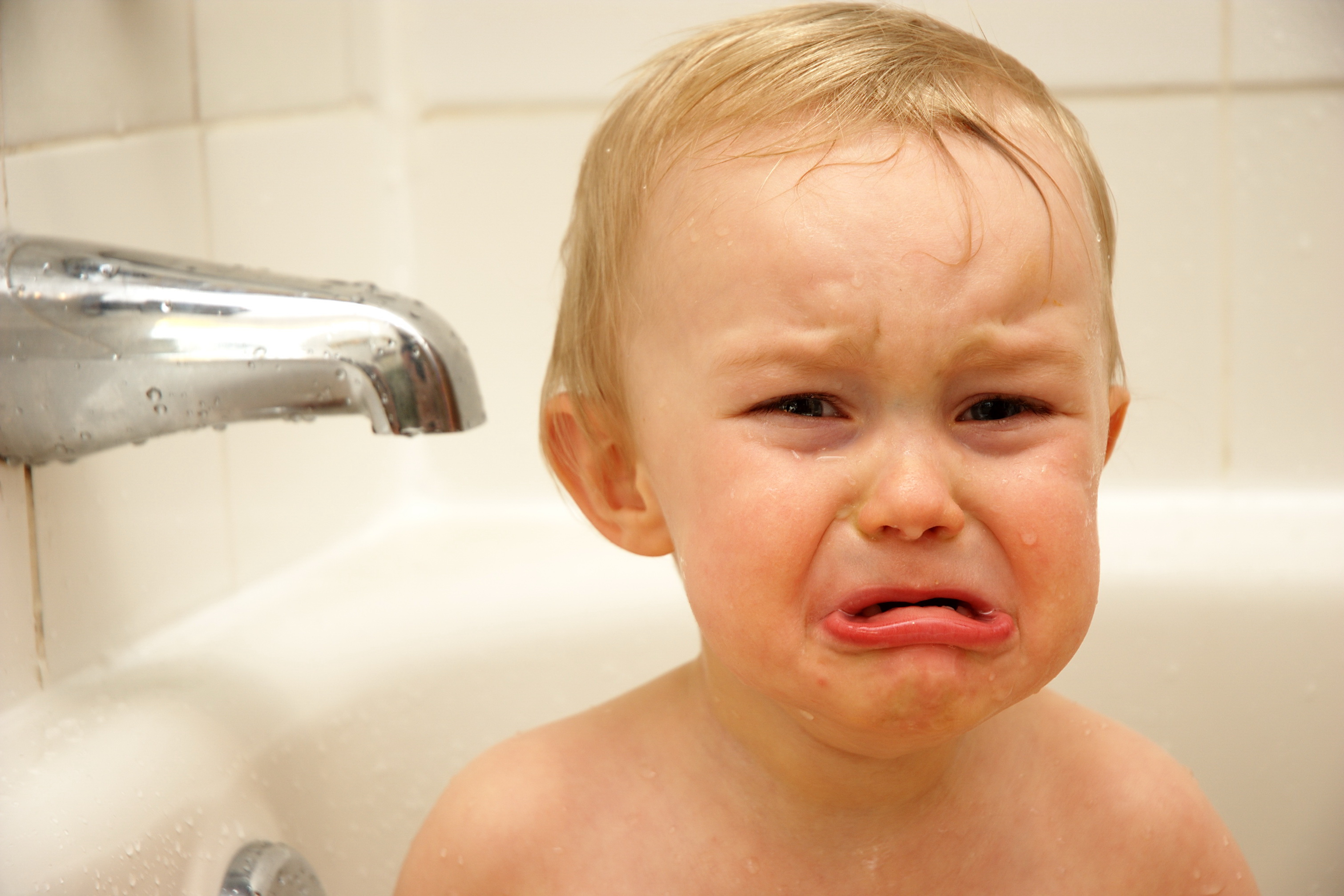
Criatura usant parallenguatge

El parallenguatge està relacionat amb els senyals vocals no verbals establerts al voltant de la parla, els quals són el component vocal del discurs sense tenir en compte el seu contingut verbal; és a dir, fa referència a la forma i no al contingut. Els components principals es poden dividir en tres grups.
Inclou qualificatius de la veu, com el volum, el to, la velocitat i les pauses; caracteritzacions vocals, com riure, plorar, gemegar, badallar, eructar o empassar; i segregats vocals o vocalitzacions com uh, huh, um, mm, oh.

### La cinèsica

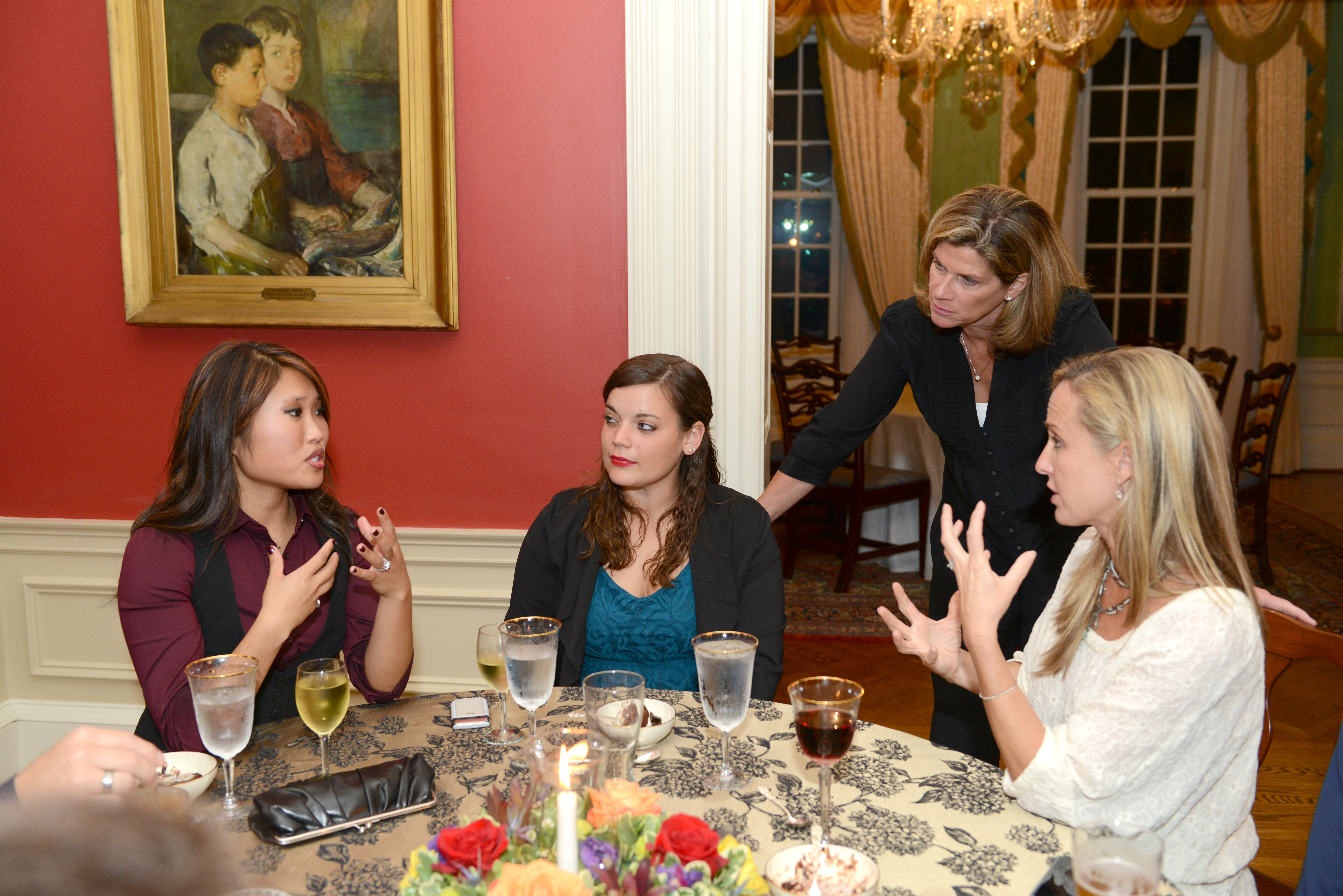
Comunicació verbal i no verbal en una conversa. Les tres dones assegudes s'expressen pel gest de la cara, les mans i la posició del tors. La dona de peu, per la postura i la posició respecte a les altres dones.

La cinèsica és l'estudi dels moviments corporals o llenguatge del cos. Cada actitud, gest o moviment pot tenir diferents significats.
Quan dues persones estan mantenint una conversa, el cos transmet més informació que no pas les paraules (un 70%). La cara, la posició del cos, el to de veu, els gestos de les mans i el contacte amb l'interlocutor, entre d'altres, permeten esbrinar l'actitud del parlant o l'emoció subjacent al missatge i pot servir per realitzar inferències i omplir buits del missatge explícit. La descodificació d'aquestes dades es dona de manera inconscient.
Els gestos del cos expressen com se sent interiorment la persona segons sigui la seva manera de seure, de caminar ... Es poden transmetre escepticisme (encongint-se d'espatlles), agressivitat (estrenyent els punys), indiferència (asseient-nos quasi estirats quan algú ens parla). La distància física entre persones que es comuniquen també indica la proximitat emocional entre aquests individus. Dos cossos propers expressen proximitat afectiva. Girar l'esquena o mirar cap a un altre costat és una manifestació de rebuig o desgrat. Un cos contret expressa decaïment i falta de confiança en un mateix, i un cos expandit, tot el contrari.
El Seitai és una disciplina que ajuda a prendre consciència d'aquest llenguatge corporal.

#### Expressió facial

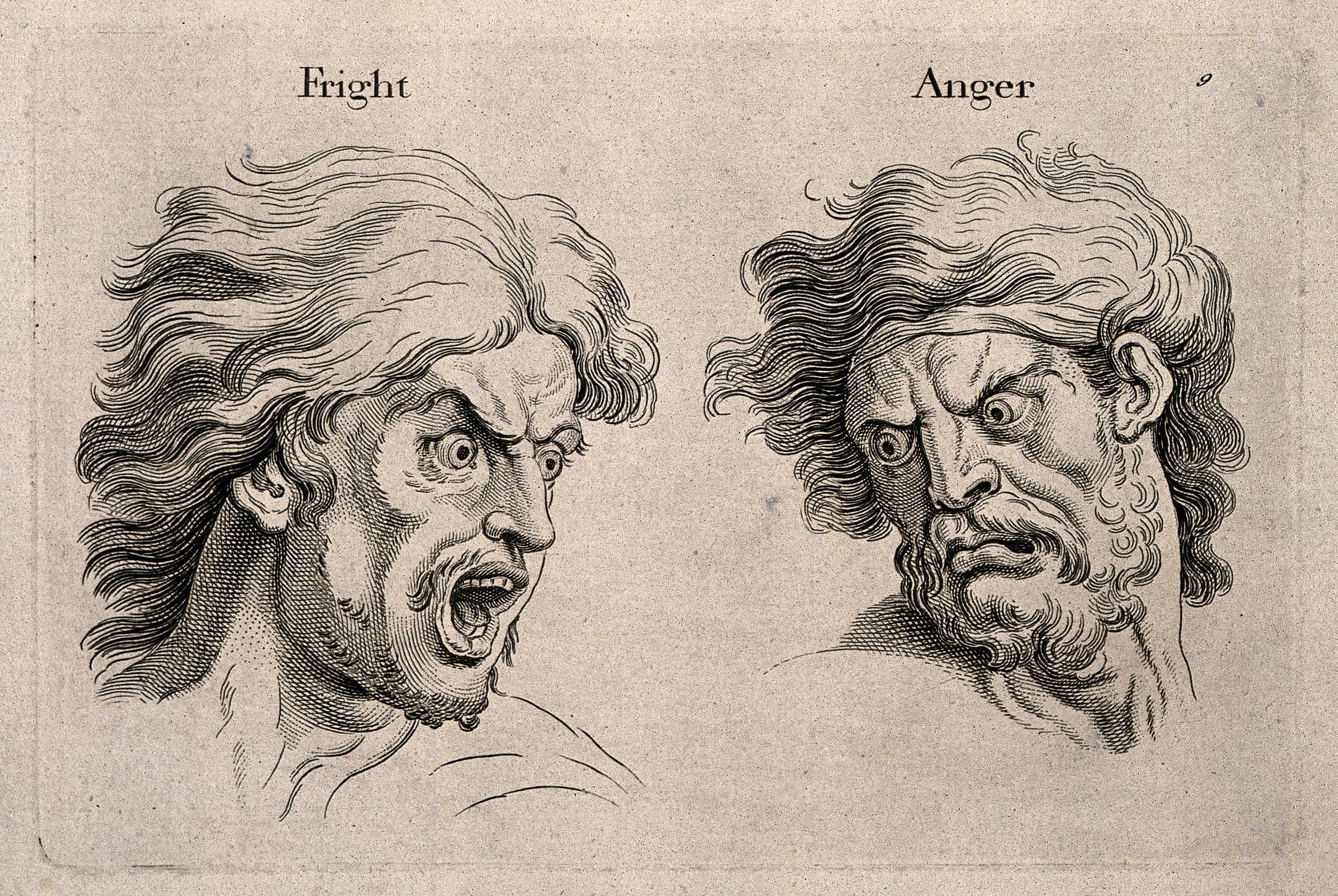
Gravat de l'any 1.760 que mostra dues emocions (a l'esquerra, la por; a la dreta, l'enfadament) per mitjà de l'expressió facial.

El rostre expressa les sis emocions fonamentals: por, ràbia, menyspreu, alegria, tristesa i sorpresa. I hi ha tres zones de la cara que representen aquestes emocions: el front amb les celles, els ulls i la zona inferior de la cara.
Mirar als ulls o a la zona superior de la cara ajuda a establir el contacte i depenent de com siguin aquestes mirades s'expressen les emocions: es considera més pròximes a les persones que miren més al seu interlocutor, però no si és de forma fixa i dominant. I mirar poc pot ser signe de timidesa. La mirada acompanya la conversa: si mirem quan escoltem animem l'altra persona a comunicar-se. En canvi, mirar als ulls quan parlem converteix el nostre discurs en més convincent.
El somriure gairebé sempre denota proximitat, suavitza tensions i facilita la comunicació. Però si el gest somrient expressa ironia o escepticisme pot manifestar rebuig, indiferència o incredulitat.

### La proxèmica

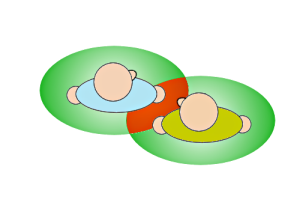
Dues persones l'espai personal de les quals entra en conflicte pel fet de trobar-se massa properes.

La proxèmica és l'estudi de l'ús i la percepció de l'espai social i personal. En la comunicació, cada persona té una posició relativa als altres, distància o zona en què se sent segura o protegida. Per tant, conèixer les distàncies interpersonals ajudarà respectar els altres i a adonar-se de per quin motiu una persona es pot sentir incòmoda en situacions semblants. Hall va establir quatre zones d'aproximació:
Zona íntima: La distància aproximada que s'estableix és de 15 a 45 cm. En aquesta zona se situen les persones estimades i familiars. Només es permet que hi entrin les persones molt pròximes emocionalment, com el pare, la mare, els fills o la parella. Hi ha una subzona anomenada zona íntima privada, a la qual es pot arribar només mitjançant el contacte físic.
Zona personal: La distància aproximada que s'estableix és de 46 cm a 1,22 m. És una mena d'esfera protectora que a una persona li agrada mantenir amb les altres, com la distància que s'estableix entre els membres que realitzen una reunió social, o els membres d'una festa o a la feina.
Zona social: La distància aproximada que s'estableix és d'1,23 m a 3,6 m, és la distància que s'utilitza a l'hora de treballar en equip, en relacions socials ocasionals o amb gent que no es coneix gaire bé.
Zona pública: La distància aproximada que s'estableix és de més de 3,6 m. És la distància còmoda per dirigir-se a desconeguts, com quan se circula pel carrer o al metro amb poca gent.

### L'aparença personal

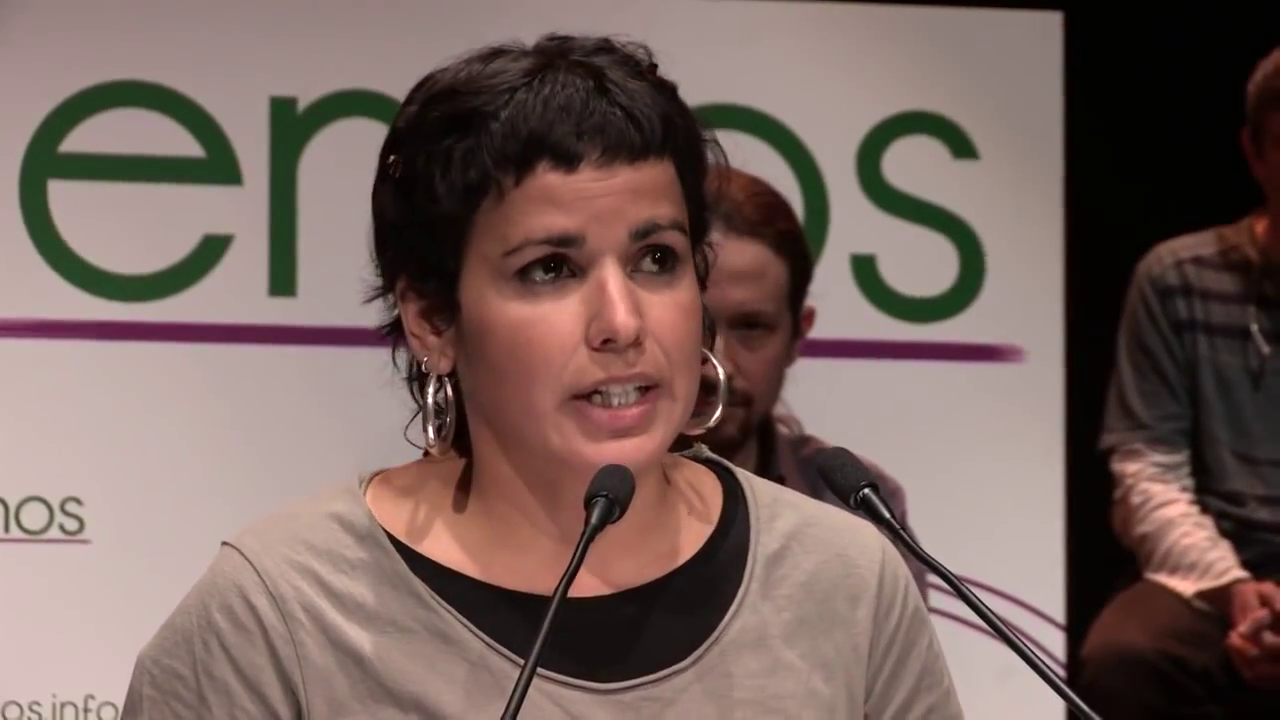
Presentació d'un partit polític amb els seus membres sense americana, per a comunicar diferència entre ells i els que sí que la porten.

La imatge transmet significats perquè és un signe. El color, la forma, la textura o el que hi ha representat poden esdevenir vehicles per a conceptes que complementin el missatge verbal. Segons la teoria lingüística actual, el cervell analitza les imatges com si fossin paraules, els atorga un sentit concret, una etiqueta nominal. No es pot pensar sense llenguatge però això no vol dir que no es pugui transmetre informació sense usar explícitament les paraules, ja que la ment de l'interlocutor les associarà a les imatges.
Les imatges són convencionals, és a dir, el seu sentit està lligat a una cultura determinada. Un exemple clar serien els senyals de trànsit, amb validesa només en una societat que conegui el codi de circulació. O el símbol per significar "dona", que està lligat a la cultura grecollatina i no té sentit en altres contextos.

### L'hàptica
L'hàptica designa la ciència del tacte, per analogia amb l'acústica (oïda) i l'òptica (vista). La paraula prové del grec antic háptō, amb el significat de "tocar, relatiu al tacte".
Alguns teòrics, com Herbert Read, han estès el significat de la paraula hàptica referint, per exclusió, a tot el conjunt de sensacions no visuals i no auditives que experimenta un individu. Inclou aleshores també sensacions olfactives i gustatives.

## Aspectes culturals
Cada cultura pot tenir un codi d'expressió corporal diferent que si desconeixem ens pot afectar en l'eficàcia de la comunicació intercultural. En la realitat comunicativa es produeix una sinergia entre els dos tipus de comunicació verbal i no verbal. Les normes no escrites d'una societat es transmeten de manera no verbal. Moltes de les formes de comunicació no verbal només poden ser interpretades a través del marc de referència cultural que les sostenen. En aquest sentit, les cultures difereixen respecte als comportaments no verbals, de tres formes (Lustig i Koester, 1996): 1) Tenen un repertori específic de comportaments sobre moviments, posicions del cos, postures, gestos, espais. 2) Presenten un conjunt de regles que regulen quines expressions utilitzar i en quines circumstàncies: expressions preferides, permeses, prohibides, requerides. 3) Difereixen en la interpretació que s'atribueix als comportaments no verbals particulars.
De fet, una expressió pot interpretar-se com a "fortuïta", sense cap significat específic; pot ser "idiosincràtica", com una expressió especial pròpia o d'un grup; o bé pot interpretar-se com "compartida". Aquesta interpretació també és diferent des de cada referent cultural. Encara que en cultures diferents coincideixi el gest, pot ser que no sigui així en el seu significat concret. Per exemple, la V de victòria senyalada amb els dits índex i cor, en alguns països com la República Dominicana té connotacions negatives.
Aprendre les peculiaritats de la pròpia cultura sobre la comunicació no verbal, no és un procés verbalment explícit, sinó que s'aprèn bàsicament a través de l'observació i de l'experiència. Tal com va mencionar Hall (1981), els primers nivells culturals es comuniquen a través dels mecanismes verbals. Freqüentment s'adquireixen de forma inconscient, rarament es qüestionen i només es manifesten explícits quan s'infringeixen.
En la comunicació intercultural, sovint els malentesos es produeixen a conseqüència de les interpretacions dels missatges no verbals: existeix una clara tendència a reaccionar emocionalment a les transgressions d'allò que es percep com "natural". D'aquesta manera, la comunicació no verbal i la cultura es troben relacionades en dos sentits (Samovar i Porter, 1998): Els comportaments no verbals es basen en la cultura de la persona que comunica; i al mateix temps, la cultura determina el moment apropiat de manifestar els comportaments verbals.

## Aspectes de gènere

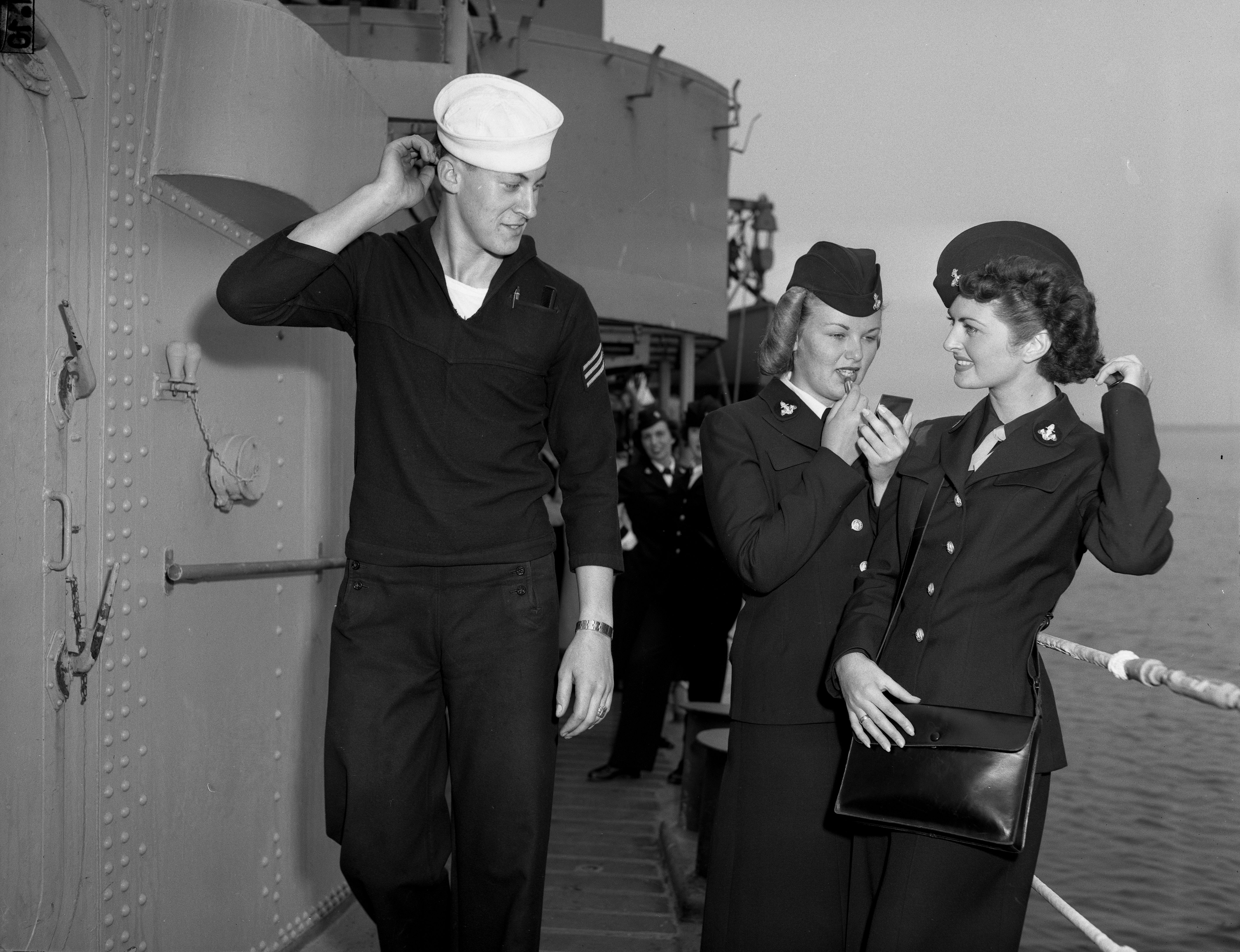
Comunicació no verbal entre un home i dues dones, any 1.950

La comunicació no verbal pot ser percebuda i expressada de forma diferent per homes i dones. La interpretació del gènere i els seus rols està molt influenciada per factors socials i té molt a veure amb qüestions relacionades amb el patriarcat, el poder i la posició social.
En la vida quotidiana podem apreciar-ho molt fàcilment. Prenem com a exemple una de les expressions no verbals més habituals: la mirada o contacte visual. S'utilitza en una gran varietat de contexts, sovint per captar l'atenció o començar una interacció social. En les societats on el conjunt dels homes domina a les dones, tant a la vida pública com privada, ells se senten més lliures que elles a l'hora d'establir contacte visual amb desconeguts.
Les dones solen aproximar-se més a la persona amb qui parlen i els homes tenen molt més contacte visual durant les converses amb les dones que a l'inrevés. Els estudis [quins?] també indiquen que les dones solen mostrar més clarament les seves emocions (mitjançant expressions facials) i que busquen i interrompen el contacte visual amb més freqüència que els homes.
Judit Butler afirma a Gender Trouble (1990) que aquestes expressions d'identitat de gènere demostren que el gènere es "representa". Segons Butler, la identitat de gènere no és qüestió de qui ets, sinó de què fas, d'aquí s'infereix que la identitat de gènere és molt més fluida i inestable del que es pensava anteriorment. Si Butler té raó, pot ser que existeixi molt més espai perquè les persones escullin la manera d'interpretar el gènere i puguin resistir les formes dominants d'identitat.

## Comunicació no verbal a les arts escèniques

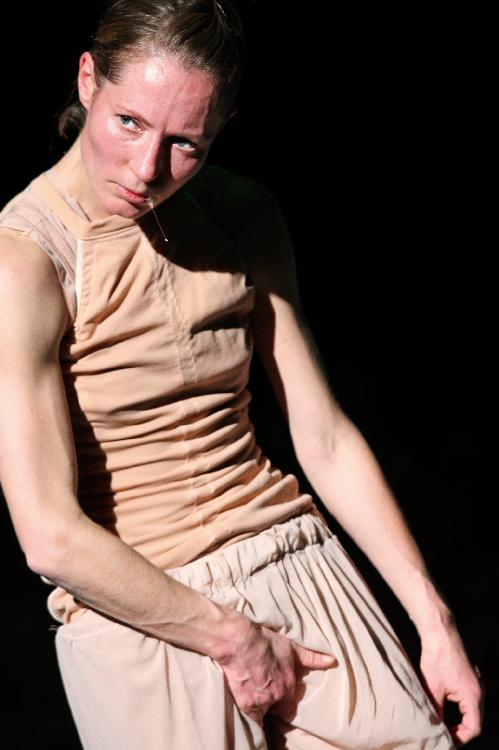
Comunicació no verbal en arts escèniques

A les arts escèniques, els intèrprets estableixen relacions entre ells mateixos i entre ells i el públic per mitjà de comunicació verbal i no verbal, sent ambdós tipus de comunicació interactius i podent ser aquesta interacció de diferents maneres. De vegades, pot haver-hi únicament comunicació no verbal, o la verbal limitar-se a amb prou feines una intervenció de text teatral. Algunes formes escèniques, com típicament el mim es basen en la comunicació no verbal.
Vegeu també: Llenguatge artístic